# Tarucus bowkeri
Tarucus bowkeri är en fjärilsart som beskrevs av Henry Trimen 1883. Tarucus bowkeri ingår i släktet Tarucus och familjen juvelvingar. Inga underarter finns listade i Catalogue of Life.